# Vão

Esquema de vista lateral de uma viga sujeita a cargas. O vão é a distância entre os apoios.

Vão é o termo utilizado em engenharia e arquitetura para designar a distância entre dois apoios consecutivos de uma estrutura, como uma ponte, um tabuleiro, uma viga, um cabo elétrico, etc. Designa também a abertura ou intervalo numa parede para a colocação de janela ou porta.